# Clathrotropis brunnea
Clathrotropis brunnea är en ärtväxtart som beskrevs av Gerda Jane Hillegonda Amshoff. Clathrotropis brunnea ingår i släktet Clathrotropis och familjen ärtväxter. Inga underarter finns listade i Catalogue of Life.